# ウィルモア (ケンタッキー州)
ウィルモア(英語: Wilmore)は、アメリカ合衆国ケンタッキー州ジェサミン郡にある都市。2010年国勢調査での人口は3,686人。レキシントン・フランクフォート・リッチモンド大都市圏に位置する。アメリカ合衆国国勢調査局によると、面積は6.7km²。 

## 歴史
1877年、この土地に「ウィルモア郵便局」が設置された。ウィルモアという名称は当時この土地の地主であった「ジョン・R・ウィルモア」から付けられた。
1882年、サザン鉄道がこの土地に鉄道を敷き、「スコット駅」という駅が設置された。この名前は駅の土地を所有していた「ジョン・D・スコット」に因んで名付けられた。この駅はのちに「ウィルモア駅」に改名した。
1890年代までウィルモアは入植地として繁栄しており、600人ほどが定住していた。また畜産物・農産物の重要な積み出し港でもあり、鍛冶屋や修理工、薬局などもあった。1890年にはアズベリー大学がこの土地に創立した。
1970年から2012年まで、イクサス音楽祭という音楽イベントが開かれており、数多くのクリスチャンミュージシャンや登壇者が参加した。また、映画祭も開かれ、現地で撮影された映画が公開されている。 
ウィルモアは古くからの入植地として数多くの歴史的な街並みが保存されており、いくつかは歴史遺産として登録されている。

## 人口動静
以下は2000年の国勢調査における人口統計データである。  
| 基礎データ - 人口：5,905人 - 世帯数：1,638世帯 - 家族数：1,215家族 - 人口密度：864.5人/m²（2,239.1人/mi²） - 住居数：1,740軒 - 住居密度：254.8軒/m²（659.8軒/mi²） 人種別人口構成 - 白人：94.53% - アフリカン・アメリカン：1.93% - ネイティブ・アメリカン：0.14% - アジア人：2.08% - 太平洋諸島系：0.03% - その他の人種：0.32% - 混血：0.97% - ヒスパニック・ラテン系：1.30% | 年齢別人口構成 - 18歳未満：22.2% - 18歳-24歳：26.6% - 25歳-44歳：28.0% - 45歳-64歳：12.1% - 65歳以上：11.2% - 年齢の中央値：26歳 - 性比（女性100人あたり男性の人口） - 総人口: 99.0 - 18歳以上: 98.1 世帯と家族（対世帯数） - 18歳未満の子供がいる: 39.3% - 結婚・同居している世帯: 64.8% - 未婚・離婚女性が世帯主である世帯: 7.3% - 非家族世帯: 25.8% - 単身世帯: 21.2% - 65歳以上の老人1人暮らし: 7.4% - 平均構成人数 - 世帯: 2.69人 - 家族: 3.14人 | 収入と家計 - 収入の中央値 - 世帯: 31,500米ドル - 家族: 40,000米ドル - 性別 - 男性: 26,192米ドル - 女性: 25,362米ドル - 人口1人あたり収入: 13,602米ドル - 貧困線以下 - 対人口: 11.5% - 対家族数: 9.1% - 18歳未満: 9.9% - 65歳以上: 9.1% |

## 教育施設

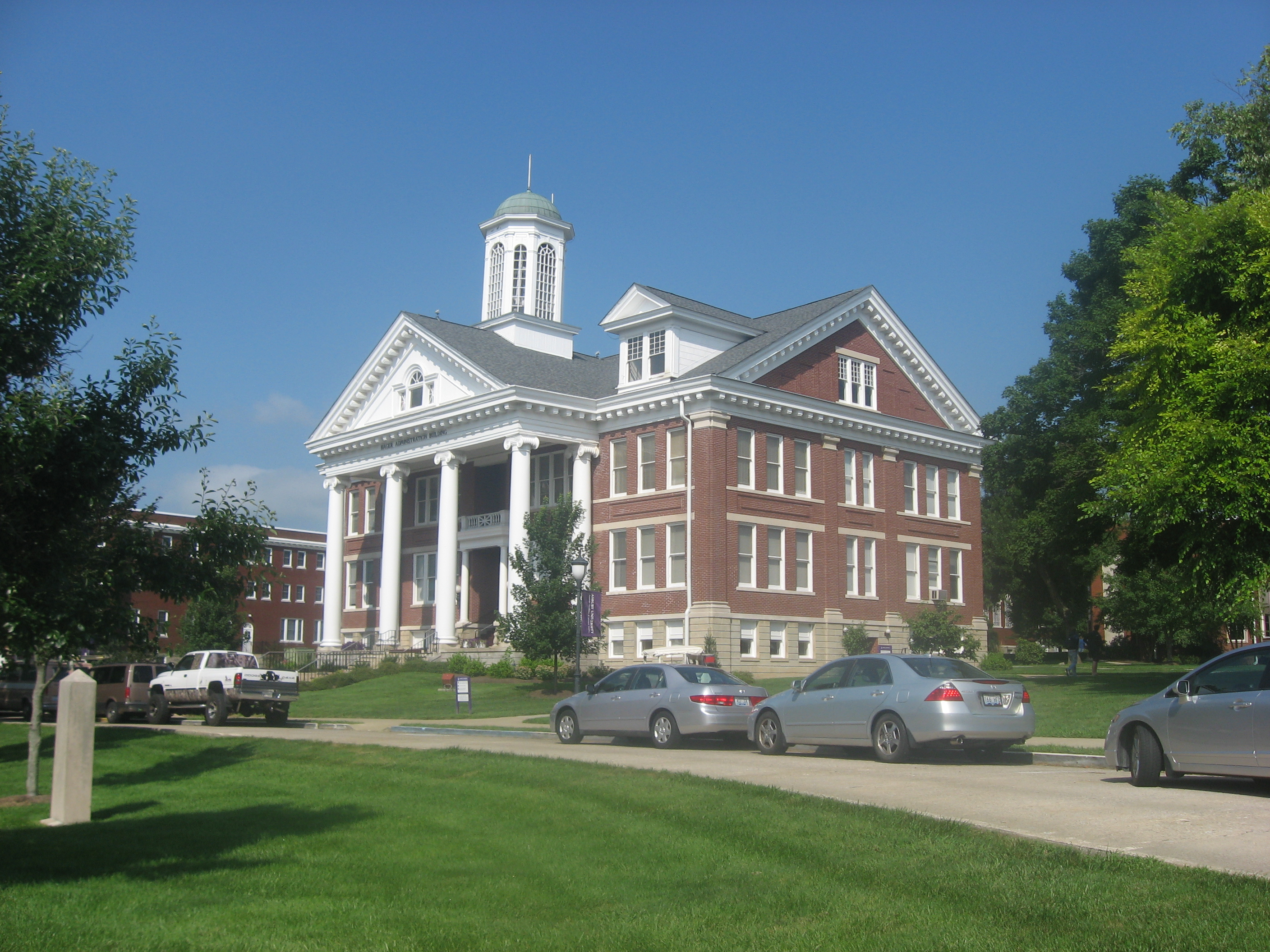
アズベリー大学

- アズベリー大学
- アズベリー神学校